# ماریکو گوتو
ماریکو گوتو (後藤 まりこ Gotō Mariko) (زادهٔ ۲۲ فوریهٔ ۱۹۸۲) خواننده، ترانه‌سرا و آهنگساز ژاپنی می‌باشد.